# Györgyi (település)
Györgyi (szlovákul: Ďurďošík) község Szlovákiában, a Kassai kerület Kassa-környéki járásában.

## Fekvése
Kassától 11 km-re keletre, az Ósva-patak jobb oldalán, egyik mellékágának partján fekszik.

## Története
1330-ban „Gyrgy”, 1332-ben „Gurgy” néven említik. Neve a György személynévből származik. Az Aba nemzetség birtoka volt, 1330-ban az Aba nembeli Bodun, majd fia Mihály birtoka. 1337-ben az abaszéplaki uradalom határleírásában említik. 1553-ban mindössze négy portát számláltak a faluban, ami legfeljebb 20 lakost jelent. Továbbra is a kis falvak közé tartozott. 1565-ben mindössze 11 jobbágy lakta. 1598-ban 7 ház állt itt. A 18. század elején a falu gyakorlatilag elnéptelenedett. 1720-ban nem volt lakója és 1746-ban is csak két ház állt a községben, lakói a Zombori család jobbágyai voltak. 1773-ban már szlovák többségű faluként említik.
A 18. század végén Vályi András így ír róla: „GYÖRGYI. Elegyes tót falu Abauj Vármegyében, földes Urai külömbféle Urak, lakosai katolikusok, fekszik a’ Kassai járásban, határja meglehetős termésű, de más javai meglehetősek, második Osztálybéli.”
Fényes Elek 1851-ben kiadott geográfiai szótára szerint már 247 lakosa volt: „Györgyi, (Gyurkusik), tót falu, Abauj vmegyében, az Ósva mellett, Kassához keletre 2 mfd. 219 kath., 12 evang., 1 ref., 15 zsidó lak. F. u. Boronkay, Hreblay, Lánczy, Piller.”
Borovszky Samu monográfiasorozatának Abaúj-Torna vármegyét tárgyaló része szerint: „Csákánytól nyugatra Abauj-Nádaska és Györgyi házait látjuk fehérleni, az Osva peremét alkotó fensikon. Az előbbinek 26 háza és 168 tót lakosa van; az utóbbinak 28 háza 213 lakossal, kik szintén tótok. Postája mindkettőnek Bődön van.”
A trianoni diktátumig Abaúj-Torna vármegye Füzéri járásához tartozott.

## Népessége
| Év:            | 1994. | 2004.    | 2014.    | 2024.    |
| -------------- | ----- | -------- | -------- | -------- |
| Emberek száma: | 314   | 350      | 443      | 832      |
| Eltérés:       |       | +11,46 % | +26,57 % | +87,81 % |

| Év:            | 2023. | 2024. |
| -------------- | ----- | ----- |
| Emberek száma: | 800   | 832   |
| Eltérés:       |       | +4 %  |

1910-ben 199-en, többségében szlovák anyanyelvűek lakták, jelentős magyar kisebbséggel.
2001-ben 332 lakosából 328 szlovák volt.
2011-ben 406 lakosából 387 szlovák volt.